# 劉明華 (清朝)
劉明華（?—?），廣西省鬱林直隸州博白縣人，清朝政治人物、進士出身。
光緒二十一年（1895年），参加光緒乙未科殿試，登進士二甲70名。同年五月，以主事分部学习。